# Craugastor olanchano
Craugastor olanchano is een kikker uit de familie Craugastoridae. De soort werd voor het eerst wetenschappelijk beschreven door James Randall McCranie en Larry David Wilson in 1999. Oorspronkelijk werd de wetenschappelijke naam Eleutherodactylus olanchano gebruikt. De soortaanduiding olanchano betekent vrij vertaald 'wonend in Olancho', en slaat op het verspreidingsgebied.
De soort komt voor in delen van Midden-Amerika en leeft endemisch in Honduras in het departement Olancho. De kikker wordt beschouwd als mogelijk uitgestorven. Craugastor olanchano wordt bedreigd door het verlies van habitat.